# Obereopsis holoflava
Obereopsis holoflava là một loài bọ cánh cứng trong họ Cerambycidae.